# Catelyn Stark
Catelyn Stark (født Catelyn Tully) eller Cat er en fiktiv person i den amerikanske forfatter George R. R. Martins fantasyserie A Song of Ice and Fire og i HBOs filmatisering Game of Thrones. Hun er en fremtrædende karakter i de første tre romaner, hvor flere kapitler er skrevet fra hendes synspunkt.
Karakteren blev introduceret i Kampen om tronen (1996). Cately er gift med Lord Eddard Stark af Winterfell og herre over the North. Sammen har de børnene Robb, Sansa, Arya, Bran og Rickon, samt Eddards uægte søn Jon Snow, som hun foragter. Hun blev født ind i huset Tully af Riverrun, lord paramount-klanen over Riverlands, som det ældste barn af Lord Hoster Tully og Minisa Whent, og hun har to yngre søskende; søsteren Lysa og broderen Edmure.
Catelyn bliver spillet af den nordirske skuespiller Michelle Fairley i HBO's tv-serie. Oprindeligt var den amerikanske skuespiller Jennifer Ehle blev castet til rollen, og hun optrådte i en pilot-episode, som aldrig er blevet sendt, men hun forlod serien af familiære årsager inden første sæson begyndt. Fairleys portrættering af Catelyn er blevet godt modtaget af kritikerne, og mange har særlig rust hendes præstation i episoden "The Rains of Castamere". Som følge af hendes popularitet var mange fans skuffede, da hun ikke optrådte i seriens fjerde sæson, på trods af at karakteren er blevet genoplivet i romanerne.